# Venezueneptus geayi
Venezueneptus geayi är en mångfotingart som först beskrevs av Henri W. Brölemann 1898.  Venezueneptus geayi ingår i släktet Venezueneptus och familjen Spirostreptidae. Inga underarter finns listade i Catalogue of Life.